# Ladislav Ženíšek
Ladislav Ženíšek   (Vinohrady, 7 de març de 1904 - Txecoslovàquia, 14 de maig de 1985) és un exfutbolista txec de la dècada de 1930 i entrenador.
Fou 22 cops internacional amb la selecció txecoslovaca amb la qual participà en la Copa del Món de Futbol de 1934.
Pel que fa a clubs, defensà els colors de Viktoria Žižkov i Slavia Praga.